# 비타민 C
비타민 C(영어: Vitamin C) 또는 L-아스코베이트(영어: L-ascorbate)는 감귤류 및 기타 과일, 베리류, 채소에서 발견되는 수용성 비타민이다. 이는 또한 복제약으로 처방되며 일부 국가에서는 비처방 식이 보충제로 판매된다. 치료제로서는 비타민 C 결핍증으로 인한 질병인 괴혈병을 예방하고 치료하는 데 사용된다.
비타민 C는 조직 복구, 아교질 형성, 특정 신경전달물질의 효소적 생성에 관여하는 필수 영양소이다. 여러 효소의 기능에 필요하며 면역계 기능에 중요하다. 또한 항산화 물질로도 작용한다. 비타민 C는 경구 또는 근육, 피하, 정맥 주사로 투여할 수 있다. 적당한 비타민 C 결핍이 감기, 암 또는 코로나바이러스감염증-19와 같은 질병 위험을 증가시킨다는 전제하에 다양한 건강 관련 주장이 존재한다. 비타민 C 결핍으로 간주되지 않는 사람들을 위해 권장 식이 섭취량을 초과하는 비타민 C 보충제의 이점에 대한 주장도 있다. 비타민 C는 일반적으로 잘 용납된다. 대량 투여는 위장 불편, 두통, 수면 장애, 피부 홍조를 유발할 수 있다. 미국 국립의학한림원은 다량 섭취를 권장하지 않는다.(pp. 155–165)
대부분의 동물은 자체적으로 비타민 C를 합성할 수 있다. 그러나 유인원(인간 포함)과 원숭이(모든 영장류는 아님), 대부분의 박쥐, 대부분의 물고기, 일부 설치류, 그리고 특정 다른 동물들은 합성 효소 유전자에 기능 이상을 일으키는 돌연변이가 있기 때문에 식이 공급원으로부터 비타민 C를 얻어야 한다.
비타민 C는 1912년에 발견되었고, 1928년에 분리되었으며, 1933년에 화학 합성된 최초의 비타민이다. 센트죄르지 얼베르트는 부분적으로 이 발견으로 1937년 노벨 생리학·의학상을 수상했다.

## 화학
"비타민 C"라는 이름은 항상 아스코르브산의 l-광학 이성질체와 그 산화된 형태인 디하이드로아스코르브산염(DHA)을 의미한다. 따라서 별도로 명시하지 않는 한, 영양 문헌에서 "아스코르브산염"과 "아스코르브산"은 각각 l-아스코르브산염과 l-아스코르브산을 의미한다. 아스코르브산은 포도당과 구조적으로 관련된 약한 당산 (산성당)이다. 생물학적 시스템에서 아스코르브산은 낮은 pH에서만 발견되지만, pH 5 이상의 용액에서는 주로 이온화된 형태인 아스코르브산염으로 발견된다.
아스코르브산 검출을 위해 많은 분석 방법이 개발되었다. 예를 들어, 과일 주스와 같은 식품 샘플의 비타민 C 함량은 다이클로로페놀인도페놀(DCPIP) 용액의 탈색에 필요한 샘플 부피를 측정한 다음, 알려진 농도의 비타민 C와 비교하여 결과를 보정하여 계산할 수 있다.

## 결핍
혈장 비타민 C는 비타민 상태를 평가하는 데 가장 널리 사용되는 검사이다. 적정 수준은 50 μmol/L에 가깝다. 비타민 C의 저비타민증은 23 μmol/L 미만으로 정의되며, 결핍은 11.4 μmol/L 미만으로 정의된다. 20세 이상의 사람들을 대상으로 한 2017-18년 미국 국립 보건 영양 조사(National Health and Nutrition Examination Survey) 데이터에 따르면 평균 혈청 농도는 53.4  μmol/L였다. 결핍으로 보고된 사람의 비율은 5.9%였다. 전 세계적으로 비타민 C 결핍은 저소득 및 중간 소득 국가에서 흔하며, 고소득 국가에서도 드물지 않다. 고소득 국가에서는 남성이 여성보다 유병률이 높다.
혈장 수치는 약 65 μmol/L에서 포화 상태로 간주되며, 이는 하루 100~200 mg의 섭취로 달성되는데, 이는 권장 섭취량보다 훨씬 높다. 경구 섭취를 더 늘려도 혈장 또는 조직 농도가 더 이상 증가하지 않는데, 이는 흡수 효율이 감소하고 흡수된 초과분은 소변으로 배설되기 때문이다.

### 진단 검사
혈장 비타민 C 함량은 비타민 상태를 결정하는 데 사용된다. 연구 목적으로는 백혈구와 조직에서 농도를 평가할 수 있는데, 이들은 일반적으로 혈장보다 한 자릿수 높은 수준으로 유지되며, 식이 결핍 시 혈장 농도보다 느리게 고갈되고 식이 재보충 시 더 빠르게 회복되지만,(pp. 103–109) 이러한 분석은 측정하기 어렵기 때문에 표준 진단 검사의 일부는 아니다.

## 식단

### 권장 섭취량
성인 비타민 C 섭취량에 대한 권장 사항은 다양한 국가 기관에서 설정했다.
- 40 mg/일: 인도 국립영양연구소[17]
- 45 mg/일 또는 300 mg/주: 세계보건기구[18]
- 80 mg/일: 유럽 연합 집행위원회 영양 표시 위원회[19]
- 90 mg/일(남성) 및 75 mg/일(여성): 헬스 캐나다 2007[20]
- 90 mg/일(남성) 및 75 mg/일(여성): 미국 국립과학원[9](pp. 134–152)
- 100 mg/일: 일본 국립보건영양원[21]
- 110 mg/일(남성) 및 95 mg/일(여성): 유럽 식품안전청[22]

| 미국 비타민 C 권장량 (mg/일)(pp. 134–152) | 미국 비타민 C 권장량 (mg/일)(pp. 134–152) |
| ----------------------------------------- | ----------------------------------------- |
| RDA (아동 1–3세)                          | 15                                        |
| RDA (아동 4–8세)                          | 25                                        |
| RDA (아동 9–13세)                         | 45                                        |
| RDA (여자 아동 14–18세)                   | 65                                        |
| RDA (남자 아동 14–18세)                   | 75                                        |
| RDA (성인 여성)                           | 75                                        |
| RDA (성인 남성)                           | 90                                        |
| RDA (임신)                                | 85                                        |
| RDA (수유)                                | 120                                       |
| UL (성인 여성)                            | 2,000                                     |
| UL (성인 남성)                            | 2,000                                     |

2000년 북미 식이 참조 섭취량 중 비타민 C에 대한 장이 개정되어 성인 남성의 권장 식이 허용량 (RDA)은 하루 90밀리그램, 성인 여성은 하루 75 mg으로, 성인의 내약성 상한 섭취량 (UL)은 하루 2,000 mg으로 설정되었다.(pp. 134–152) 이 표는 어린이, 임산부 및 수유부를 위한 미국 및 캐나다의 RDA와 성인의 UL을 보여준다.(pp. 134–152)
유럽 연합의 경우, EFSA는 성인과 어린이에게 더 높은 권장량을 설정했다. 1-3세는 하루 20 mg, 4-6세는 하루 30 mg, 7-10세는 하루 45 mg, 11-14세는 하루 70 mg, 15-17세 남성은 하루 100 mg, 15-17세 여성은 하루 90 mg이다. 임신 시에는 하루 100 mg, 수유 시에는 하루 155 mg이다.
담배 흡연자와 간접흡연에 노출된 사람들은 비흡연자보다 혈청 비타민 C 수치가 낮다. 이는 연기 흡입이 산화 손상을 일으켜 항산화 비타민을 고갈시키기 때문으로 생각된다.(pp. 152–153) 미국 의학원은 흡연자가 비흡연자보다 하루 35 mg 더 많은 비타민 C를 필요로 한다고 추정했지만, 흡연자를 위한 공식적인 높은 RDA를 설정하지는 않았다.(pp. 152–153)
미국 국립보건통계센터(National Center for Health Statistics)는 미국 성인 및 아동의 건강 및 영양 상태를 평가하기 위해 격년으로 국립 건강 영양 조사(NHANES)를 실시한다. 일부 결과는 '우리가 미국에서 먹는 것'(What We Eat In America)으로 보고된다. 2013-2014년 조사에 따르면 20세 이상 성인의 경우 남성은 평균 83.3 mg/일, 여성은 75.1 mg/일을 섭취하는 것으로 나타났다. 이는 여성의 절반과 남성의 절반 이상이 비타민 C의 RDA를 섭취하지 못하고 있음을 의미한다. 동일한 조사에서 성인의 약 30%가 비타민 C를 포함하는 비타민 C 식이 보충제 또는 종합 비타민/미네랄 보충제를 섭취했다고 보고했으며, 이들의 총 섭취량은 하루 300~400 mg 사이였다.

#### 내약성 상한 섭취량
2000년 미국 국립과학원 산하 의학원은 성인의 내약성 상한 섭취량(UL)을 하루 2,000 mg으로 설정했다. 이 양은 하루 3,000 mg 이상 섭취 시 설사 및 기타 위장 장애가 보고된 인간 시험 결과를 바탕으로 선택되었다. 이는 최저 관찰 유해 영향 수준(LOAEL)이었으며, 이는 더 높은 섭취량에서 다른 부작용이 관찰되었음을 의미한다. UL은 어린 아이일수록 점진적으로 낮아진다.(pp. 155–165) 2006년 유럽 식품안전청(EFSA) 또한 해당 용량 수준에서의 장애를 지적했지만, 비타민 C에 대한 UL을 설정하기에 충분한 증거가 없다는 결론에 도달했다. 2010년 일본 국립보건영양원도 마찬가지였다.

### 식품 라벨링
미국 식품 및 식이 보충제 라벨링 목적상, 1회 제공량의 양은 일일 값(%DV)의 백분율로 표시된다. 비타민 C 라벨링 목적상, 일일 값의 100%는 60 mg이었지만, 2016년 5월 27일부로 RDA와 일치하도록 90 mg으로 개정되었다. 이전 및 새 성인 일일 값 표는 일일 권장 섭취량에 제공된다.
유럽 연합 규정은 라벨에 에너지, 단백질, 지방, 포화 지방, 탄수화물, 설탕, 소금을 표시하도록 요구한다. 자발적 영양소는 상당량 존재하는 경우 표시할 수 있다. 일일 값 대신, 양은 참조 섭취량(RIs)의 백분율로 표시된다. 비타민 C의 경우, 2011년에 100% RI가 80 mg으로 설정되었다.

## 공급원
다른 식물성 식품에도 존재하지만, 비타민 C의 가장 풍부한 천연 공급원은 과일과 채소이다. 비타민 C는 가장 널리 섭취되는 식이 보충제이다.

### 식물 공급원
다음 표는 대략적인 것으로, 다양한 생식물성 공급원에서의 상대적 풍부도를 보여준다. 양은 과일 또는 채소의 식용 부분 100 그램당 밀리그램으로 표시된다.
| 생식물성 공급원 | 양 (mg / 100g) |
| --------------- | -------------- |
| 카카두 플럼     | 1000–5300      |
| 카무카무        | 2800           |
| 아세로라        | 1677           |
| 인디언 구스베리 | 445            |
| 장미열매        | 426            |
| 산자나무        | 400            |
| 구아바          | 228            |
| 블랙커런트      | 200            |
| 노란색 단고추   | 183            |
| 빨간색 단고추   | 128            |
| 케일            | 120            |
| 브로콜리        | 90             |
| 키위            | 90             |

| 생식물성 공급원        | 양 (mg / 100g) |
| ---------------------- | -------------- |
| 초록색 단고추          | 80             |
| 방울다다기             | 80             |
| 로간베리, 레드커런트   | 80             |
| 클라우드베리, 엘더베리 | 60             |
| 딸기                   | 60             |
| 파파야                 | 60             |
| 오렌지, 레몬           | 53             |
| 콜리플라워             | 48             |
| 파인애플               | 48             |
| 캔털루프               | 40             |
| 패션프루트, 라즈베리   | 30             |
| 그레이프프루트, 라임   | 30             |
| 양배추, 시금치         | 30             |

| 생식물성 공급원    | 양 (mg / 100g) |
| ------------------ | -------------- |
| 망고               | 28             |
| 블랙베리, 카사바   | 21             |
| 감자               | 20             |
| 멜론               | 20             |
| 토마토             | 14             |
| 크랜베리           | 13             |
| 블루베리, 포도     | 10             |
| 살구, 자두, 수박   | 10             |
| 아보카도           | 8.8            |
| 양파               | 7.4            |
| 버찌, 복숭아       | 7              |
| 사과               | 6              |
| 당근, 아스파라거스 | 6              |

### 동물 공급원
동물성 식품은 일반적으로 비타민 C를 많이 제공하지 않으며, 존재하는 비타민 C는 조리 중 열에 의해 대부분 파괴된다. 예를 들어, 생 닭 간 100 g에는 17.9 mg이 들어 있지만, 튀기면 함량이 2.7 mg/100 g으로 줄어든다. 비타민 C는 모유에 5.0 mg/100 g으로 존재한다. 소젖에는 1.0 mg/100 g이 들어 있지만, 저온살균 과정에서 열에 의해 파괴된다.

### 식품 가공
비타민 C는 특정 조건에서 화학분해되며, 그 중 다수는 식품 조리 중에 발생할 수 있다. 다양한 식품 물질의 비타민 C 농도는 보관 온도에 비례하여 시간이 지남에 따라 감소한다. 조리는 채소의 비타민 C 함량을 약 60%까지 줄일 수 있는데, 이는 효소적 파괴가 증가하기 때문일 수 있다. 조리 시간이 길어지면 이러한 효과가 더해질 수 있다. 식품에서 비타민 C가 손실되는 또 다른 원인은 용탈인데, 이는 비타민 C를 조리수로 옮겨서 버려지게 하여 섭취되지 않게 한다.

### 보충제
비타민 C 식이 보충제는 정제, 캡슐, 음료 혼합 봉지, 종합 비타민/미네랄 제형, 항산화 제형, 그리고 결정 분말 형태로 이용 가능하다. 비타민 C는 일부 과일 주스 및 주스 음료에도 첨가된다. 정제 및 캡슐 함량은 1회 제공량당 25 mg에서 1500 mg까지 다양하다. 가장 일반적으로 사용되는 보충제 화합물은 아스코르브산, 아스코르브산 나트륨 및 아스코르브산 칼슘이다. 비타민 C 분자는 지방산 팔미트산과 결합하여 아스코르빌 팔미테이트를 생성하거나 리포솜에 통합될 수도 있다.

### 식품 강화
국가들은 알려진 영양 결핍을 해결하기 위해 식품을 영양 강화한다. 많은 국가들이 밀가루, 옥수수 가루 또는 쌀을 비타민으로 강화하는 것을 의무화하거나 자발적인 프로그램을 가지고 있지만, 비타민 C는 이러한 프로그램에 포함되지 않는다. 비타민 C 구호 식품 강화 (1997)에 설명된 바와 같이, 미국은 국제 식품 구호 프로그램에 배급품을 제공했으며, 이후 피스 포 푸드 법과 인도주의 지원국(Bureau for Humanitarian Assistance)의 후원 아래 이루어졌다. 비타민 C는 옥수수-콩 혼합물 및 밀-콩 혼합물 제품에 40 mg/100그램으로 첨가된다 (미네랄 및 기타 비타민과 함께). 이 고강화 혼합 식품의 보충 배급품은 난민 및 난민촌의 이재민, 그리고 주로 어머니와 자녀를 대상으로 하는 개발 급식 프로그램 수혜자들에게 제공된다. 보고서는 "비타민 C(L-아스코르브산)의 안정성은 우려 사항이다. 이는 식품에서 가장 불안정한 비타민 중 하나이기 때문이다. 가공 및 보관 중 주요 손실은 산화로 인한 것이며, 이는 빛, 산소, 열, 증가된 pH, 높은 수분 함량(수분 활동도), 구리 또는 철염의 존재에 의해 가속화된다. 산화를 줄이기 위해, 구호 식품 강화에 사용되는 비타민 C는 에틸 셀룰로오스(2.5퍼센트)로 코팅된다. 산화 손실은 식품 가공 및 준비 중에도 발생하며, 조리액에 녹아든 비타민 C는 버려지면 추가로 손실될 수 있다"고 덧붙였다.

## 식품 보존 첨가물
아스코르브산과 그 염 및 에스터 중 일부는 통조림 과일과 같은 식품에 첨가되는 일반적인 식품 첨가물로, 주로 산화 및 효소적 갈변을 늦추는 역할을 한다. 이는 제빵에 사용되는 밀가루 개량제로도 사용될 수 있다. 식품 첨가물로서, 이들은 E 번호가 부여되며, 안전성 평가 및 승인은 유럽 식품안전청의 책임이다. 관련 E 번호는 다음과 같다.
1. E300 아스코르브산 (영국,[52] 미국,[53] 캐나다,[54] 호주 및 뉴질랜드에서 식품 첨가물로 사용 승인됨[55])
2. E301 아스코르브산 나트륨 (영국,[52] 미국,[56] 캐나다,[54] 호주 및 뉴질랜드에서 식품 첨가물로 사용 승인됨[55])
3. E302 아스코르브산 칼슘 (영국,[52] 미국,[53] 캐나다,[54] 호주 및 뉴질랜드에서 식품 첨가물로 사용 승인됨[55])
4. E303 아스코르브산 칼륨 (호주 및 뉴질랜드에서 승인되었지만,[55] 영국, 미국 또는 캐나다에서는 승인되지 않음)
5. E304 아스코르브산의 지방산 에스터, 예를 들어 아스코르빌 팔미테이트 (영국,[52] 미국,[53] 캐나다,[54] 호주 및 뉴질랜드에서 식품 첨가물로 사용 승인됨[55])

비타민 C의 입체 이성질체는 인간 괴혈병에는 효능이 없지만 식품에서는 유사한 효과를 보인다. 여기에는 에리토르브산과 그 나트륨염(E315, E316)이 포함된다.

## 약리학
약물동역학은 약물, 즉 비타민 C가 유기체에 미치는 영향을 연구하는 학문인 반면, 약물동태학은 유기체가 약물에 미치는 영향을 연구하는 학문이다.

### 약물동역학
약물동역학은 비타민 C가 코팩터인 효소를 포함하며, 결핍 상태에서 기능이 손상될 가능성이 있고, 정상적인 요구량을 초과하여 경구 또는 주사로 비타민 C를 투여함으로써 영향을 받는 효소 코팩터 또는 기타 생리적 기능을 포함한다. 정상적인 생리적 농도에서 비타민 C는 효소 기질 또는 코팩터 및 전자공여체 항산화제로 작용한다. 효소적 기능은 아교질, 카르니틴, 신경전달물질의 합성을 포함한다. 티로신의 합성 및 이화작용, 그리고 마이크로솜의 대사도 포함된다. 비효소적 기능에서는 환원제로 작용하여 산화된 분자에 전자를 제공하고 산화를 방지하여 철과 구리 원자를 환원 상태로 유지한다. 정맥 주사로 얻어지는 비생리적 농도에서 비타민 C는 산화촉진제로 기능하여 암세포에 치료적 독성을 나타낼 수 있다.
비타민 C는 다음 효소의 보조 인자로 기능한다.
- 아교질 합성에 필요한 프롤린과 라이신의 하이드록실화를 위해 필요한 세 가지 효소 그룹(프롤릴-3-하이드록실레이스, 프롤릴-4-하이드록실레이스, 라이실 하이드록실레이스). 이 반응은 프롤릴 하이드록실레이스와 라이실 하이드록실레이스를 통해 아교질 분자의 프롤린 또는 라이신 아미노산에 하이드록실기를 추가하며, 두 효소 모두 비타민 C를 보조 인자로 필요로 한다. 비타민 C의 보조 인자 역할은 프롤릴 하이드록실레이스와 라이실 하이드록실레이스를 Fe2+에서 Fe3+로 산화시키고, Fe3+에서 Fe2+로 환원시키는 것이다. 하이드록실화는 아교질 분자가 삼중 나선 구조를 취할 수 있도록 해주며, 따라서 비타민 C는 육아조직, 혈관, 연골의 발달 및 유지에 필수적이다.
- 카르니틴 합성에 ε-N-트라이메틸-L-라이신 하이드록실레이스와 γ-뷰티로베타인 하이드록실레이스라는 두 가지 효소가 필요하다. 카르니틴은 미토콘드리아로 ATP 생성을 위한 지방산 수송에 필수적이다.
- 저산소유도인자-프롤린 다이옥시제네이스 효소(동질효소: EGLN1, EGLN2, EGLN3)는 세포가 낮은 산소 농도에 생리적으로 반응할 수 있도록 한다.
- 도파민 베타-하이드록실레이스는 도파민으로부터 노르에피네프린의 생합성에 참여한다.
- 펩티딜글라이신 알파-아미데이트 모노옥시게네이스는 펩타이드 호르몬의 C-말단 글리신 잔기에서 글리옥실레이트 잔기를 제거하여 펩타이드 호르몬을 아마이드화한다. 이는 펩타이드 호르몬의 안정성과 활성을 증가시킨다.

항산화제로서 아스코르브산염은 반응성 산소 및 질소 화합물을 제거하여 이러한 활성 산소 화합물의 잠재적 조직 손상을 중화한다. 산화된 형태인 디하이드로아스코르브산염은 글루타티온과 같은 내인성 항산화제에 의해 다시 아스코르브산염으로 재활용된다.(pp. 98–99) 눈에서는 아스코르브산염이 광분해로 생성된 자유 라디칼 손상으로부터 보호한다고 생각된다. 혈장 아스코르브산염 수치가 높을수록 백내장 위험이 낮아진다. 아스코르브산염은 또한 알파-토코페롤과 같은 다른 생물학적 항산화제를 활성 상태로 재생시켜 간접적으로 항산화 보호 기능을 제공할 수도 있다.(pp. 98–99) 또한, 아스코르브산염은 약물 및 환경 발암 물질과 같은 다양한 기질을 불활성화하는 미세소체 약물 대사 시스템에서 혼합 기능 산화효소에 대한 비효소적 환원제로도 기능한다.(pp. 98–99)

### 약물동태학
아스코르브산은 활성 수송과 수동 확산을 통해 체내에 흡수된다. 식품 공급원과 종합 비타민/미네랄 제품과 같은 중간 용량 식이 보충제를 결합하여 하루 30~180 mg을 섭취할 때 비타민 C의 약 70%~90%가 능동 수송 방식으로 흡수된다. 그러나 비타민 C 식이 보충제와 같이 대량을 섭취할 경우 능동 수송 시스템이 포화 상태가 되어 흡수되는 총량은 계속 증가하지만 흡수 효율은 50% 미만으로 떨어진다. 능동 수송은 나트륨-아스코르브산 공동 수송 단백질(SVCTs)과 헥소스 수송 단백질(GLUTs)에 의해 관리된다. SVCT1과 SVCT2는 아스코르브산염을 혈장막을 통해 가져온다. 헥소스 수송 단백질인 GLUT1, GLUT3, GLUT4는 산화된 디하이드로아스코르브산(DHA) 형태의 비타민 C만 운반한다. 정상적인 조건에서 혈장과 조직에서 발견되는 DHA의 양은 적다. 이는 세포가 DHA를 아스코르브산염으로 빠르게 환원시키기 때문이다.
SVCT는 체내 비타민 C 수송의 주요 시스템이다. 비타민 C 합성자(예: 쥐)와 비합성자(예: 인간) 모두에서 세포는 혈장에서 발견되는 약 50 마이크로몰/리터(μmol/L)보다 훨씬 높은 아스코르브산 농도를 유지한다. 예를 들어, 뇌하수체 및 부신 피질의 아스코르브산 함량은 2,000 μmol/L를 초과할 수 있으며, 근육은 200~300 μmol/L이다. 아스코르브산의 알려진 보효소 기능은 이러한 높은 농도를 필요로 하지 않으므로, 아직 알려지지 않은 다른 기능이 있을 수 있다. 이 모든 고농도 장기 함량의 결과로 혈장 비타민 C는 전신 상태의 좋은 지표가 아니며, 비타민 C가 매우 낮은 식단을 섭취할 때 결핍 증상을 나타내는 데 필요한 시간이 사람마다 다를 수 있다.
배설(소변을 통해)은 아스코르브산과 그 대사산물로 이루어진다. 대사되지 않은 아스코르브산으로 배설되는 비율은 섭취량이 증가할수록 증가한다. 또한 아스코르브산은 DHA로 (가역적으로) 전환되며, 이 화합물에서 2,3-디케토굴론산으로 비가역적으로 전환된 다음 옥살산으로 전환된다. 이 세 가지 대사산물도 소변을 통해 배설된다. 식이 섭취량이 적은 기간에는 비타민 C가 배설되지 않고 콩팥에서 재흡수된다. 이 회수 과정은 결핍 발병을 지연시킨다. 인간은 기니피그보다 DHA를 아스코르브산염으로 더 잘 전환하며, 따라서 비타민 C 결핍이 되는 데 훨씬 더 오랜 시간이 걸린다.

## 합성
대부분의 동물과 식물은 단당류를 비타민 C로 전환시키는 일련의 효소 구동 단계를 통해 비타민 C를 합성할 수 있다. 효모는 l-아스코르브산을 만들지 않고 그 입체 이성질체인 에리토르브산을 만든다. 식물에서는 만노스 또는 갈락토스를 아스코르브산으로 전환하여 합성이 이루어진다. 동물에서는 시작 물질이 포도당이다. 간에서 아스코르브산을 합성하는 일부 종(비슷한 포유류와 앉은새)에서는 포도당이 글리코젠에서 추출된다. 아스코르브산 합성은 글리코젠 분해 의존적 과정이다. 인간과 비타민 C를 합성할 수 없는 동물에서는 생합성의 마지막 단계를 촉매하는 효소인 l-구론산 락톤 산화효소 (GULO)가 심하게 변이되어 기능하지 않는다.

### 동물 합성
비타민 C를 합성할 수 있는 동물 종의 혈청 비타민 C 농도에 대한 일부 정보가 있다. 개 여러 품종을 대상으로 한 한 연구에서는 평균 35.9 μmol/L로 보고되었다. 염소, 양, 소에 대한 보고서에서는 각각 100~110, 265~270, 160~350 μmol/L의 범위가 보고되었다.
척추동물의 아스코르브산 생합성은 UDP-글루쿠론산의 형성으로 시작된다. UDP-글루쿠론산은 UDP-글루코오스 6-탈수소효소에 의해 촉매되는 두 번의 산화 과정을 거쳐 UDP-글루코오스에서 형성된다. UDP-글루코오스 6-탈수소효소는 보조 인자 NAD+를 전자 수용체로 사용한다. 전이효소 UDP-글루쿠론산 피로포스포릴레이스는 UMP를 제거하고 글루쿠론산 키나아제는 보조 인자 ADP와 함께 최종 인산기를 제거하여 d-글루쿠론산을 생성한다. 이 화합물의 알데하이드 그룹은 글루쿠론산 환원효소 효소와 보조 인자 NADPH를 사용하여 일차 알코올로 환원되어 l-구론산이 생성된다. 이어서 C1의 카르보닐기와 C4의 하이드록실기 사이에 가수분해효소인 글루코노락톤레이스를 이용한 락톤 형성이 일어난다. l-구론산 락톤은 효소 L-구론산 락톤 산화효소(인간 및 기타 직비원류 영장류에서는 기능하지 않음; 단일 위유전자 참조) 및 보조 인자 FAD+에 의해 촉매되어 산소와 반응한다. 이 반응은 2-옥소구론산 락톤(2-케토-구론산 락톤)을 생성하며, 이는 자발적으로 엔올화되어 아스코르브산을 형성한다. 파충류와 고대 조류는 콩팥에서 아스코르브산을 생성한다. 현대 조류와 대부분의 포유류는 간에서 아스코르브산을 생성한다.

#### 비합성자
일부 포유류는 비타민 C를 합성하는 능력을 잃었는데, 여기에는 진원류와 안경원숭이가 포함되며, 이들은 두 가지 주요 영장류 아목 중 하나인 직비원류를 이룬다. 이 그룹에는 인간이 포함된다. 다른 원시 영장류(곡비원류)는 비타민 C를 합성하는 능력을 가지고 있다. 천축서과에 속하는 일부 종에서는 합성이 일어나지 않는데, 여기에는 기니피그와 카피바라가 포함되지만, 래트와 쥐를 포함한 다른 설치류에서는 합성이 일어난다.
대부분의 박쥐 종에서는 합성이 일어나지 않지만, 과식성 박쥐인 루세투스 레셰놀티와 식충성 박쥐인 히포시데로스 아르미거와 같은 최소 두 종은 비타민 C 생성 능력을 유지(또는 회복)했다. 일부 참새목 조류 종도 합성하지 않지만, 모두 그런 것은 아니며, 합성하지 않는 종들이 명확하게 관련되어 있지도 않다. 이는 조류에서 능력이 여러 번 별도로 상실되었을 가능성이 제기되었다. 특히, 비타민 C 합성 능력은 최소 두 가지 경우에서 상실되었다가 나중에 다시 획득된 것으로 추정된다. 비타민 C를 합성하는 능력은 약 96%의 현존하는 물고기(진골어류)에서도 상실되었다.
체중 킬로그램당 소비량을 기준으로 볼 때, 진원류 비합성 종은 정부가 인간에게 권장하는 양보다 10~20배 더 많은 양의 비타민을 섭취한다. 이 차이는 인간의 권장 식이 허용량이 너무 낮게 설정되었다는 논쟁의 일부 근거가 되었다. 그러나 진원류의 섭취량이 진원류의 요구량을 나타내는 것은 아니다. 머크 수의학 매뉴얼에 따르면 비인간 영장류의 괴혈병 예방을 위한 비타민 C 일일 섭취량은 3~6 mg/kg이다. 이에 비해 여러 국가에서 성인 인간의 권장 식이 섭취량은 1~2 mg/kg 범위이다.

#### 동물 합성의 진화
아스코르브산은 아교질 합성에 사용되는 포유류의 일반적인 효소 보조 인자이며, 여러 활성 산소를 빠르게 제거할 수 있는 강력한 환원제이다. 아스코르브산이 이러한 중요한 기능을 가지고 있다는 점을 고려할 때, 이 분자를 합성하는 능력이 항상 보존되지 않았다는 것은 놀라운 일이다. 실제로 사람상과, Cavia porcellus(기니피그), 진골어류, 대부분의 박쥐, 그리고 일부 참새목 조류는 모두 콩팥이나 간에서 비타민 C를 내부적으로 합성하는 능력을 독립적으로 상실했다. 아스코르브산 영양 요구성 변이주에 대한 유전체 분석이 이루어진 모든 사례에서 변화의 원인은 위에서 설명한 아스코르브산 경로의 마지막 단계를 촉매하는 효소인 L-구론산-γ-락톤 산화효소를 암호화하는 유전자의 기능 상실 돌연변이의 결과로 밝혀졌다. 비타민 C를 합성하는 능력이 반복적으로 상실된 한 가지 설명은 그것이 유전적 부동의 결과라는 것이다. 식단에 비타민 C가 풍부하다는 가정 하에, 자연 선택은 그것을 보존하는 데 작용하지 않았을 것이다.
영장류의 경우, 비타민 C를 생성하는 능력의 상실은 인간이나 심지어 유인원의 출현보다 훨씬 더 오래 전에 진화 역사에서 발생했을 것으로 생각된다. 이는 첫 영장류의 출현 직후, 그러나 초기 영장류가 두 가지 주요 아목인 직비원류(비타민 C를 생성할 수 없음)와 자매 아목인 비안경원숭이 원시영장류인 곡비원류("습한 코" 영장류)로 분리된 후 언젠가 발생했기 때문이다. 곡비원류는 비타민 C를 생성하는 능력을 유지했다. 분자 시계 날짜 측정에 따르면, 이 두 아목 영장류 분기는 약 6300만 년에서 6000만 년 전에 갈라졌다. 약 300만 년에서 500만 년 후(5800만 년 전), 진화적 관점에서 짧은 시간 후에, 유일하게 남아있는 과가 안경원숭이인 안경원숭이과는 다른 직비원류에서 갈라져 나왔다. 안경원숭이도 비타민 C를 생성할 수 없으므로, 이는 돌연변이가 이미 발생했음을 의미하며, 따라서 이 두 지점(6300만 년에서 5800만 년 전) 사이에 발생했음이 틀림없다.
아스코르브산 합성 능력의 상실이 요산 분해 불능(또한 영장류의 특징)과 놀랍도록 유사하다는 점도 지적되었다. 요산과 아스코르브산은 모두 강력한 환원제이다. 이는 고등 영장류에서 요산이 아스코르브산의 일부 기능을 대신했다는 제안으로 이어졌다.

### 식물 합성

식물에서의 비타민 C 생합성

식물에서 아스코르브산으로의 생합성 경로는 여러 가지가 있다. 대부분은 해당과정 및 기타 대사경로의 산물을 거쳐 진행된다. 예를 들어, 한 경로는 식물 세포벽 중합체를 이용한다. 주요 식물 아스코르브산 생합성 경로는 l-갈락토스를 거치는 것으로 보인다. l-갈락토스 탈수소효소는 산화를 락톤으로, 락톤을 C4-하이드록실기로의 이성질화를 촉매하여 l-갈락토노-1,4-락톤을 생성한다. l-갈락토노-1,4-락톤은 미토콘드리아 플라보효소 l-갈락토노락톤 탈수소효소와 반응하여 아스코르브산을 생성한다. l-아스코르브산은 시금치에서 l-갈락토스 탈수소효소에 대한 음성 피드백을 갖는다. 쌍떡잎 식물 배아에 의한 아스코르브산 유출은 철 환원의 잘 확립된 메커니즘이자 철 흡수에 필수적인 단계이다.
모든 식물은 아스코르브산을 합성한다. 아스코르브산은 광합성, 식물 호르몬 합성, 항산화제 및 기타 항산화제 재생에 관여하는 효소의 보조 인자로 기능한다. 식물은 비타민 C를 합성하기 위해 여러 경로를 사용한다. 주요 경로는 포도당, 과당 또는 만노스(모두 단순당)로 시작하여 l-갈락토스, l-갈락토노락톤, 아스코르브산으로 진행된다. 이 생합성은 일주기 리듬에 따라 조절된다. 효소 발현은 오전에 최고조에 달하여 정오 햇빛 강도에 따라 높은 아스코르브산 농도가 필요할 때 생합성을 지원한다. 부수적인 경로는 식물의 특정 부분에만 해당될 수 있으며, 이는 척추동물 경로(GLO 효소 포함)와 동일하거나 이노시톨로 시작하여 l-갈락톤산 및 l-갈락토노락톤을 거쳐 아스코르브산에 도달할 수 있다.

### 산업 합성
비타민 C는 주로 두 가지 경로를 통해 포도당에서 생산될 수 있다. 더 이상 사용되지 않는 1930년대에 개발된 라이히슈타인 공정은 단일 발효 후 순전히 화학적 경로를 사용했다. 1960년대 중화인민공화국에서 개발된 현대적인 2단계 발효 공정은 추가 발효를 사용하여 나중의 화학적 단계 중 일부를 대체한다. 라이히슈타인 공정과 현대적인 2단계 발효 공정은 모두 포도당을 시작 물질로 사용하여 이를 솔비톨로 전환한 다음 발효를 사용하여 소르보스로 전환한다. 2단계 발효 공정은 소르보스를 다른 발효 단계를 통해 2-케토-l-구론산(KGA)으로 전환하여 추가 중간체를 피한다. 두 공정 모두 포도당 시작 지점에서 약 60%의 비타민 C를 생산한다. 연구자들은 1단계 발효 방안을 탐구하고 있다.
중화인민공화국은 전 세계 비타민 C 시장의 약 70%를 생산한다. 나머지는 유럽 연합, 인도, 북미가 분담하고 있다. 전 세계 시장은 2024년에 141만 미터톤을 초과할 것으로 예상된다. 미터톤당(1000 kg) 미국 달러 비용은 상하이에서 2,220달러, 함부르크에서 2,850달러, 미국에서 3,490달러였다.

## 건강 효과

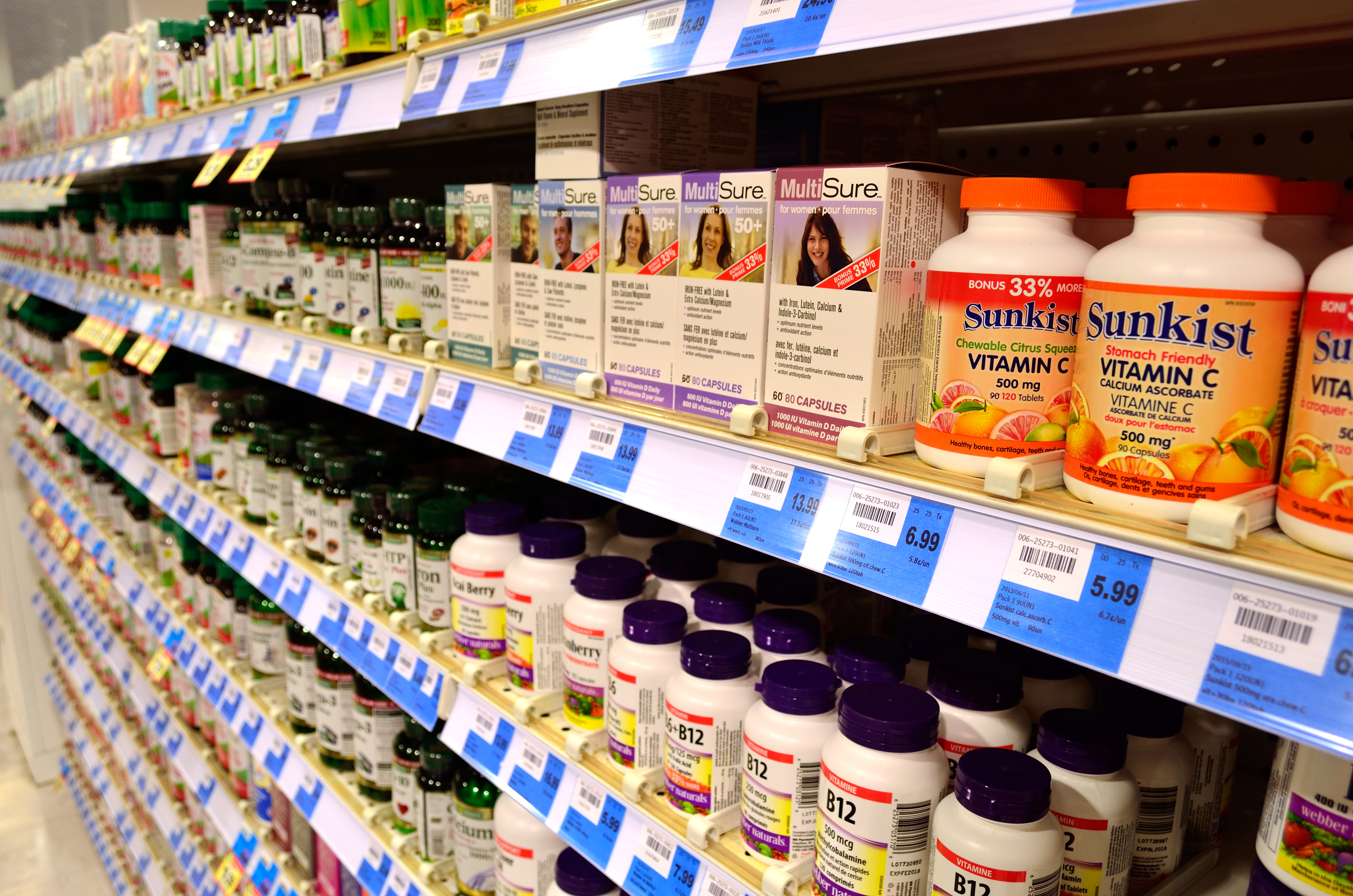
미국 약국의 다른 식이 보충제들 사이의 비타민 C 보충제

비타민 C는 비타민 C 결핍으로 인한 질병인 괴혈병 치료에 결정적인 역할을 한다. 그 외에 비타민 C가 다양한 질병의 예방 또는 치료에 미치는 역할은 논란이 많으며, 리뷰에서는 종종 상충되는 결과가 보고된다. 전체 사망률에 대한 비타민 C 보충제의 효과는 보고되지 않았다. 이는 세계보건기구의 필수 의약품 목록과 세계보건기구의 모델 처방집에 등재되어 있다. 2022년에는 미국에서 226번째로 가장 흔하게 처방되는 약물로, 100만 건 이상의 처방이 있었다.

### 괴혈병
괴혈병은 비타민 C 결핍으로 발생하는 질병이다. 이 비타민이 없으면 신체에서 생성되는 아교질이 너무 불안정하여 제 기능을 수행할 수 없으며, 신체의 여러 다른 효소도 제대로 작동하지 않는다. 초기 증상은 권태와 무기력증이며, 진행되면 호흡 곤란, 뼈 통증, 멍들기 쉬움으로 이어진다. 질병이 진행됨에 따라 피부에 반점이 생기고 출혈이 발생하며 잇몸 출혈이 특징이다. 피부 병변은 허벅지와 다리에 가장 많이 나타난다. 이 질환을 앓는 사람은 창백해 보이고, 우울해하며, 부분적으로 거동이 불편해진다. 진행된 괴혈병에서는 발열이 있고, 오래된 상처가 열리고 곪아 터지며, 치아 상실, 경련, 그리고 결국 사망에 이른다. 질병이 상당히 진행되기 전까지는 비타민 C 보충으로 건강한 아교질이 결함 있는 아교질을 대체하면서 손상이 회복될 수 있다.
실험적으로 유도된 괴혈병에 대한 주목할 만한 인간 식이 연구는 제2차 세계 대전 중 영국에서 양심적 병역 거부자들을 대상으로, 그리고 1960년대 후반부터 1980년대까지 아이오와 주 재소자들을 대상으로 수행되었다. 재소자 연구에서는 비타민 C가 없는 식단을 시작한 지 약 4주 후에 괴혈병의 첫 징후가 나타났지만, 이전 영국 연구에서는 6개월에서 8개월이 걸렸는데, 이는 이 그룹에 괴혈병 식단이 공급되기 전 6주 동안 하루 70 mg의 보충제를 미리 투여했기 때문일 수 있다. 두 연구 모두 괴혈병 징후가 나타날 때쯤에는 혈중 아스코르브산 수치가 정확히 측정하기에는 너무 낮았다. 이 연구들은 모두 하루 단 10 mg의 보충으로 괴혈병의 모든 명백한 증상이 완전히 역전될 수 있다고 보고했다. 괴혈병의 치료는 비타민 C 함유 식품 또는 식이 보충제나 주사로 할 수 있다.(p. 101)

### 패혈증
패혈증 환자들은 비타민 C 수치 감소를 포함한 미량 영양소 결핍을 겪을 수 있다. 권장 섭취량보다 훨씬 높은 용량, 예를 들어 3 g/일 이상을 정맥 주사로 투여해야 패혈증 환자의 정상 혈장 농도를 유지할 수 있는데, 이는 염증 반응과 산화 스트레스 증가로 인해 신체의 비타민 C 요구량이 크게 증가할 수 있기 때문이다. 정맥 주사 비타민 C 투여로 패혈증 사망률이 감소할 수 있다. 비타민 C 치료를 받은 사람들의 급성 신장 손상은 더 낮았다. 비타민으로 인한 다른 부작용의 빈도에는 차이가 없었다. 결론은 지침 및 권장 사항을 업데이트하기 전에 사망률 혜택을 확인하기 위한 추가적인 대규모 연구가 필요하다는 것이다.

### 감기

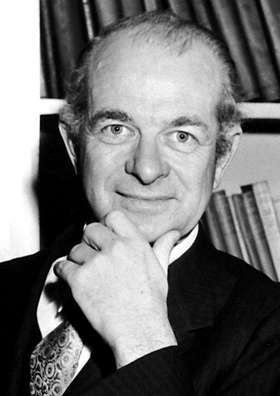
노벨상 수상자 라이너스 폴링은 1970년 비타민 C와 감기라는 책에서 감기에 비타민 C를 복용할 것을 주장했다.

감기에서 비타민 C에 대한 연구는 예방, 지속 기간 및 심각성에 대한 효과로 나뉜다. 정기적으로 하루 200 mg 이상을 경구 섭취하는 것은 감기 예방에 효과적이지 않았다. 하루 최소 1000 mg 이상을 사용한 시험만 분석해도 예방 효과는 없었다. 그러나 비타민 C 보충제를 정기적으로 섭취하면 성인의 경우 질병의 평균 지속 기간이 8%, 어린이의 경우 14% 감소했으며, 감기의 심각성도 감소했다. 비타민 C를 정기적으로 섭취하면 심각한 증상의 지속 기간이 줄었지만 경미한 증상의 지속 기간에는 영향을 미치지 않았다. 치료적 사용, 즉 사람들이 감기의 시작을 느끼기 시작해야 비타민을 복용하는 것은 질병의 지속 기간이나 심각성에 영향을 미치지 않았다.
비타민 C는 면역 세포에 높은 농도로 쉽게 분포하며, 자연 살해 세포 활동을 촉진하고, 림프구 증식을 촉진하며, 감염 시 빠르게 고갈된다. 이러한 효과는 면역계 기능에서 비타민 C의 중요한 역할을 시사한다. 유럽 식품안전청은 비타민 C의 식이 섭취와 성인 및 3세 미만 아동의 정상 면역계 기능 사이에 인과 관계가 있다고 결론 내렸다.

### 코로나바이러스감염증-19
2020년 3월부터 7월까지 비타민 C는 코로나바이러스감염증-19 예방 및 치료 주장에 대해 다른 어떤 성분보다도 미국 FDA 경고 서한의 대상이 되었다. 2021년 4월, 미국 국립보건원 (NIH) COVID-19 치료 지침은 "코로나바이러스감염증-19의 예방 또는 치료를 위한 비타민 C 사용을 권장하거나 반대할 만한 불충분한 데이터가 있다"고 명시했다. 2022년 12월에 게시된 업데이트에서 NIH의 입장은 변함이 없었다.
- 패널은 입원하지 않은 코로나19 환자의 치료를 위한 비타민 C 사용을 권장하거나 반대할 만한 불충분한 증거를 가지고 있다.
- 패널은 입원한 코로나19 환자의 치료를 위한 비타민 C 사용을 권장하거나 반대할 만한 불충분한 증거를 가지고 있다.[132]

심각한 코로나19로 입원한 환자의 경우, 비타민 C를 투여하면 비타민 C를 투여하지 않은 경우에 비해 모든 원인으로 인한 입원 사망 위험이 유의미하게 감소한다는 보고가 있다. 두 그룹 간에 인공호흡기 사용률, 입원 기간 또는 중환자실 체류 기간에 유의미한 차이는 없었다. 이러한 메타 분석에 포함된 대부분의 임상 시험에서는 비타민의 정맥 주사 투여가 사용되었다. 급성 신장 손상은 비타민 C 치료를 받은 환자에서 더 낮았다. 비타민으로 인한 다른 부작용의 빈도에는 차이가 없었다. 결론은 업데이트된 지침 및 권장 사항을 발행하기 전에 사망률 혜택을 확인하기 위한 추가적인 대규모 연구가 필요하다는 것이다.

### 암
비타민 C 섭취량이 많으면 폐암 위험이 줄어드는 것으로 보인다. 비타민 C 보충제가 전립선암, 대장암 또는 유방암 위험을 줄인다는 증거는 없다.

### 심혈관 질환
비타민 C 보충제가 심혈관 질환 위험을 감소시킨다는 증거는 없지만, 혈중 비타민 C 수치가 높거나 식이 비타민 C 섭취가 많으면 뇌졸중 위험이 낮아지는 연관성이 있을 수 있다. 하루 500 mg 이상을 섭취할 경우 비타민 C가 내피 기능장애에 긍정적인 영향을 미친다. (내피는 혈관 내부 표면을 덮는 세포층이다.)

### 혈압
고혈압 환자의 혈청 비타민 C는 정상 혈압 환자보다 15.13 μmol/L 낮은 것으로 보고되었다. 비타민은 수축기 혈압과 확장기 혈압 모두와 반비례 관계를 보였다. 비타민 경구 보충은 고혈압 환자의 수축기 혈압을 매우 미미하지만 통계적으로 유의하게 감소시켰다. 제안된 설명은 비타민 C가 내피 산화 질소 생성효소 보조 인자인 테트라하이드로비오프테린의 세포 내 농도를 증가시켜 강력한 혈관 확장제인 산화 질소 생성을 촉진한다는 것이다. 비타민 C 보충제는 또한 산화 질소 생성효소 억제제인 NG-모노메틸-L-아르기닌을 역전시킬 수 있으며, 비타민 C가 직접적으로 산화 질소의 생물학적 활성을 향상시킨다는 증거도 제시된다.

### 제2형 당뇨병
모순되는 평가들이 있다. 한 평가는 비타민 C 보충제가 제2형 당뇨병 관리에 권장될 수 없다고 보고했다. 그러나 다른 평가는 고용량 비타민 C 보충제가 혈당, 인슐린, 당화혈색소를 감소시킬 수 있다고 보고했다.

### 철 결핍
철결핍성 빈혈의 원인 중 하나는 철 흡수 감소이다. 철분 흡수는 철 함유 식품이나 보충제와 함께 비타민 C를 섭취함으로써 향상될 수 있다. 비타민 C는 철을 환원된 철(II) 상태로 유지하는 데 도움을 주는데, 이 상태가 더 용해성이 높고 쉽게 흡수된다. 또한 철을 용해성 복합체로 킬레이트한다. 특히 비타민 C는 비육류 공급원에서 발견되고 DMT1을 통해 흡수되는 비헴철의 흡수를 돕는다.

### 알츠하이머병
알츠하이머병 환자에서 혈장 비타민 C 농도가 더 낮은 것으로 보고되었다. 리뷰에서는 보충제 개입 임상 시험에 대한 보고서를 제시하지 않는다.

### 눈 건강
비타민 C의 식이 섭취량이 많을수록 노화 관련 백내장 위험이 낮아지는 것과 관련이 있었다. 비타민 C 보충제는 노화 관련 황반변성을 예방하지 못했다.

### 치주염
낮은 섭취량과 낮은 혈청 농도는 치주염의 더 큰 진행과 관련이 있었다.

## 부작용
필요량 이상의 비타민 C 식이 보충제를 경구 섭취하면 흡수가 잘 되지 않고, 혈액 내 과도한 양은 빠르게 소변으로 배설되어 급성 독성이 낮다. 경구로 2~3그램 이상 섭취하면 메스꺼움, 복부 경련, 설사를 유발할 수 있다. 이러한 효과는 흡수되지 않은 비타민 C가 장을 통과할 때 발생하는 삼투압 효과에 기인한다.(p. 156) 이론적으로 고용량 비타민 C 섭취는 과도한 철 흡수를 유발할 수 있다. 건강한 사람을 대상으로 한 보충제 리뷰에서는 이 문제가 보고되지 않았지만, 유전성 혈색소침착증 환자에게는 부정적인 영향을 미 미칠 가능성이 테스트되지 않은 상태로 남아 있다.(p. 158)
비타민 C가 콩팥 결석의 위험을 증가시킨다는 오랜 믿음이 주류 의료계에 존재한다. "과도한 아스코르브산 섭취와 관련된 신장 결석 형성 보고는 신장 질환이 있는 개인에게만 제한된다."(pp. 156–157) 2003년 리뷰에서는 "역학 연구 데이터는 명백히 건강한 개인의 과도한 아스코르브산 섭취와 신장 결석 형성 사이의 연관성을 지지하지 않는다"고 명시했지만, 2013년에 발표된 대규모 다년간 연구에서는 비타민 C 보충제를 정기적으로 섭취한 남성에서 신장 결석이 거의 두 배 증가했다고 보고했다.
패혈증, 심각한 코로나19 및 암 치료를 위한 고용량 정맥 주사 비타민 C의 효능에 대한 광범위한 연구가 진행 중이다. 리뷰에는 하루 24그램에 달하는 용량의 시험이 나열되어 있다. 가능한 부작용에 대한 우려는 고용량 정맥 주사 비타민 C가 생리적 수준 이상의 비타민 C를 유발하고, 이는 산화되어 디하이드로아스코르브산으로, 다시 옥살산으로 분해되어 옥살산 신장 결석 및 옥살산 신장병증의 위험을 증가시킨다는 것이다. 콩팥이 과도한 비타민 C를 효율적으로 배설하기 때문에 콩팥 손상이 있는 사람의 경우 위험이 더 높을 수 있다. 둘째, 고용량 비타민 C 치료는 포도당 6-인산 탈수소효소 결핍증 환자에게서 급성 용혈을 유발할 수 있으므로 피해야 한다. 셋째, 비타민 C와 포도당은 분자 구조가 유사하여 혈당 측정기 측정의 정확도를 방해하여 혈당 수치를 잘못 높게 측정할 수 있다. 이 모든 우려에도 불구하고, 패혈증, 패혈성 쇼크, 코로나19 및 기타 급성 질환으로 중환자실에 입원한 환자를 대상으로 한 메타 분석에서는 단기간 고용량 정맥 주사 비타민 C 치료를 받은 환자에서 신장 결석, 급성 신장 손상 또는 신장 대체 요법 필요성의 증가가 보고되지 않았다. 이는 정맥 주사 비타민 C가 이러한 단기간 적용에서 안전하다는 것을 시사한다.

## 역사
괴혈병은 히포크라테스에게도 알려져 있었고, 그의 프롤레티코룸(Prorrheticorum) 2권과 리베르 데 인테르니스 아펙티오니부스(Liber de internis affectionibus)에 기술되었으며, 제임스 린드(James Lind)가 인용했다. 괴혈병 증상은 대플리니우스에 의해서도 기술되었다. (i) Pliny. 〈49〉. 《Naturalis historiae》 3.; (ii) 스트라보는 지리학(Geographicorum) 16권에서 1881년 국제 외과 백과사전(International Encyclopedia of Surgery)에 인용되었다.

### 바다에서의 괴혈병

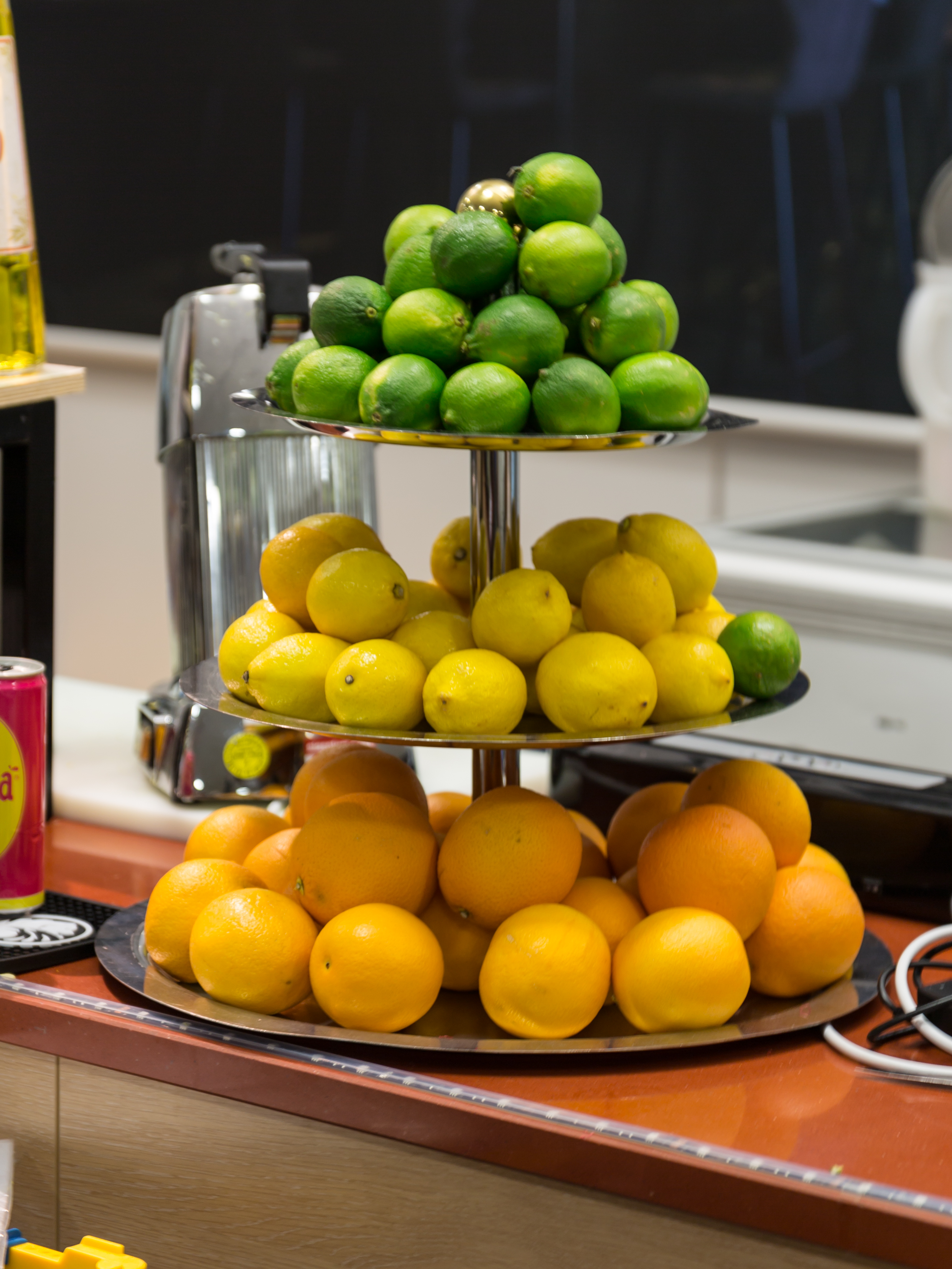
라임, 레몬, 오렌지는 긴 항해에서 괴혈병을 예방하거나 치료하는 것으로 일찍이 알려진 식품 중 하나였다.

1497년 바스쿠 다 가마 원정대에서 감귤류 과일의 치유 효과가 알려졌다. 1500년대에 포르투갈 선원들은 세인트헬레나섬에 정박하여 심어진 채소밭과 야생으로 자라는 과일 나무를 이용했다. 당국은 가끔 긴 항해 중에 괴혈병을 예방하기 위해 식물성 식품을 권장했다. 영국 동인도 회사의 초대 외과 의사였던 존 우드올(John Woodall)은 1617년 저서 《외과 의사의 동료》(The Surgeon's Mate)에서 레몬즙의 예방적 및 치료적 사용을 권장했다. 1734년 네덜란드 작가 요한 바흐스트롬(Johann Bachstrom)은 "괴혈병은 전적으로 신선한 채소 식품과 녹색 채소를 완전히 기피하는 것 때문에 발생한다"는 확고한 의견을 제시했다. 괴혈병은 오랫동안 긴 항해 중 선원들의 주요 사망 원인이었다. 조나단 램(Jonathan Lamb)에 따르면, "1499년 바스쿠 다 가마는 170명의 승무원 중 116명을 잃었고, 1520년 마젤란은 230명 중 208명을 잃었다. 이 모든 것은 주로 괴혈병 때문이었다."

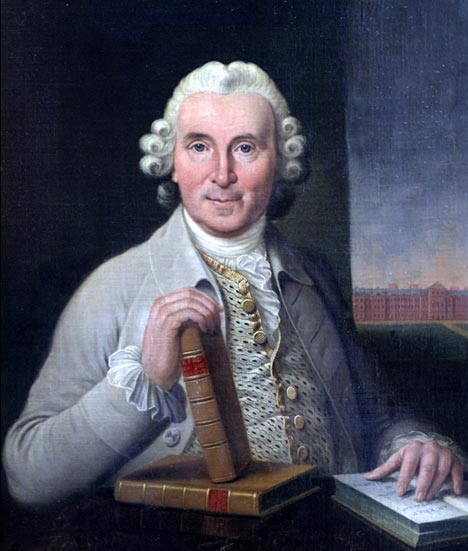
제임스 린드, 1747년 영국 왕립 해군 군의관으로, 최초의 기록된 제어된 실험 중 하나에서 과일의 특정 성분이 괴혈병을 예방한다는 것을 밝혀냈다.

이 질병의 원인에 대한 과학적 근거를 제시하려는 최초의 시도는 영국 왕립 해군의 선의관 제임스 린드에 의해 이루어졌다. 1747년 5월 항해 중 린드는 일부 승무원에게 정상 배급량 외에 하루 두 개의 오렌지와 한 개의 레몬을 제공했고, 다른 승무원들은 사과주, 식초, 황산 또는 바닷물을 정상 배급량과 함께 계속 섭취하도록 했다. 이는 세계 최초의 대조 실험 중 하나였다. 그 결과 감귤류 과일이 질병을 예방한다는 것을 보여주었다. 린드는 1753년 저서 《괴혈병에 대한 논문》(Treatise on the Scurvy)을 출판했다.
신선한 과일은 배에 보관하기 비쌌던 반면, 주스로 끓여서 보관하면 쉬웠지만 비타민이 파괴되었다(특히 구리 주전자에 끓였을 경우). 영국 해군이 레몬즙을 바다에서의 표준 지급품으로 채택한 것은 1796년이 되어서였다. 1845년에는 서인도 제도의 선박에 라임즙이 대신 제공되었고, 1860년에는 영국 왕립 해군 전체에서 라임즙이 사용되어 미국인들이 영국인을 "라임이"라고 부르는 별명의 유래가 되었다. 제임스 쿡 선장은 이전에 1772~75년 태평양 항해에서 승무원 중 누구도 괴혈병으로 잃지 않고 자우어크라우트를 선상에 싣고 가는 이점을 입증했다. 그의 방법 보고서로 영국 왕립 학회는 1776년에 그에게 코플리 메달을 수여했다.
항괴혈병제라는 용어는 18세기와 19세기에 괴혈병을 예방하는 것으로 알려진 식품에 사용되었다. 이러한 식품에는 레몬, 라임, 오렌지, 자우어크라우트, 양배추, 엿기름, 그리고 휴대용 수프가 포함되었다. 1928년 캐나다 북극 인류학자 빌햐울뮈르 스테파운선은 이누이트족이 주로 생고기로 이루어진 식단으로 괴혈병을 피했음을 보여주었다. 나중에 북부 캐나다의 유콘 준주 퍼스트 네이션, 데네인, 이누이트, 그리고 메티스족의 전통 식단에 대한 연구는 그들의 일일 비타민 C 섭취량이 평균 52~62 mg/일임을 보여주었다.

### 발견
비타민 C는 1912년에 발견되었고, 1928년에 분리되었으며, 1933년에 합성되어 최초로 합성된 비타민이 되었다. 그 직후 타데우스 라이히슈타인은 현재 라이히슈타인 공정이라고 불리는 방법으로 대량의 비타민을 합성하는 데 성공했다. 이는 비타민 C의 저렴한 대량 생산을 가능하게 했다. 1934년 호프만 라 로슈는 라이히슈타인 공정 특허를 사들여 합성 비타민 C에 레독손이라는 상표를 붙이고 식이 보충제로 판매하기 시작했다.
1907년, 노르웨이의 의사 악셀 홀스트와 테오도르 프뢸리히는 배에서 발생하는 각기병을 연구하던 중 우연히 항괴혈병 인자를 식별하는 데 도움이 되는 실험 동물 모델을 발견했다. 그들은 기니피그에게 곡물과 밀가루로 이루어진 시험 식단을 먹였는데, 각기병 대신 괴혈병이 발생하여 놀랐다. 당시에는 이 종이 자체적으로 비타민 C를 만들지 못했지만(카비오모르프였음), 생쥐와 쥐는 비타민 C를 만든다는 사실은 알려져 있지 않았다. 1912년, 폴란드의 생화학자 카지미르 풍크는 비타민 개념을 개발했다. 이 중 하나가 항괴혈병 인자로 여겨졌지만, 1928년에는 그 화학 구조가 결정되지 않은 채 "수용성 C"로 언급되었다.

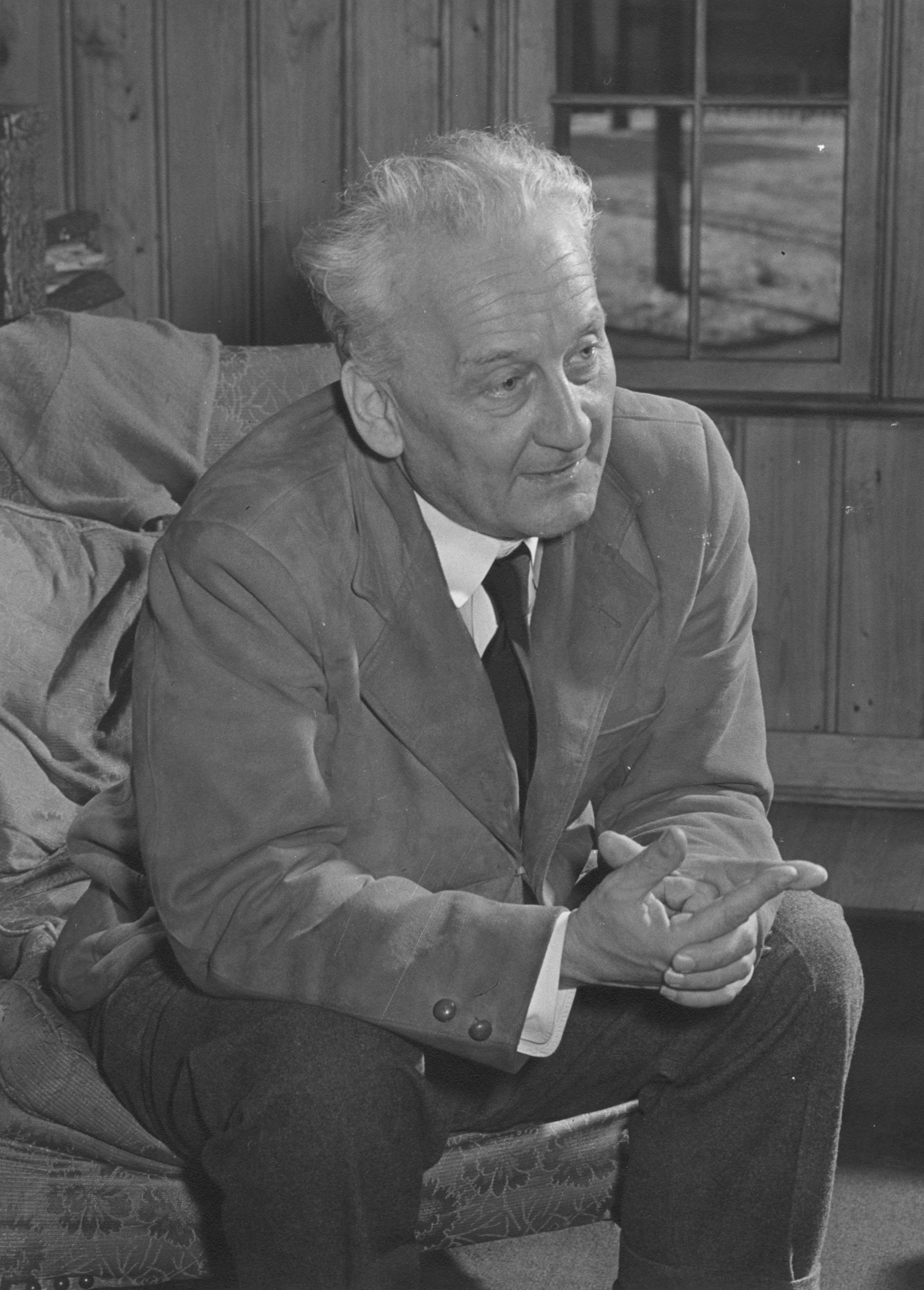
1948년 사진의 센트죄르지 얼베르트는 1937년 노벨 의학상을 "생물학적 연소 과정, 특히 비타민C와 푸마르산의 촉매 작용에 대한 그의 발견"으로 수상했다.

1928년부터 1932년까지 센트죄르지 얼베르트와 조셉 L. 스비르벨리(Joseph L. Svirbely)의 헝가리 팀과 찰스 글렌 킹의 미국 팀이 항괴혈병 인자를 확인했다. 센트죄르지는 동물 부신에서 헥수론산을 분리하여 이를 항괴혈병 인자로 의심했다. 1931년 말, 센트죄르지는 스비르벨리에게 자신의 부신에서 유래한 마지막 헥수론산을 주면서 그것이 항괴혈병 인자일 수 있다고 제안했다. 1932년 봄까지 킹의 연구실은 이를 증명했지만, 센트죄르지에게 공로를 인정하지 않고 결과를 발표했다. 이는 우선권에 대한 격렬한 논쟁으로 이어졌다. 1933년 월터 노먼 하워스는 이 비타민을 l-헥수론산으로 화학적으로 식별하고, 1933년 합성으로 이를 증명했다. 하워스와 센트죄르지는 L-헥수론산을 항괴혈병 활성을 기리기 위해 a-아스코르브산, 그리고 화학적으로 l-아스코르브산으로 명명할 것을 제안했다. 이 용어의 어원은 라틴어 "a-"는 '~에서 벗어난', "-scorbic"은 중세 라틴어 "scorbuticus"(괴혈병에 관련된)에서 유래했으며, 고대 노르드어 "skyrbjugr", 프랑스어 "scorbut", 네덜란드어 "scheurbuik", 저지 독일어 "scharbock"과 동족어이다. 부분적으로 이 발견으로 센트죄르지는 1937년 노벨 의학상을 수상했고, 하워스는 그 해의 노벨 화학상을 공유했다.
1957년, J. J. 번즈(J. J. Burns)는 일부 포유류가 간이 비타민 C를 합성하는 네 가지 효소 사슬 중 마지막 효소인 l-구론산 락톤 산화효소를 생산하지 못하여 괴혈병에 취약하다는 것을 보여주었다. 미국 생화학자 어윈 스톤은 비타민 C의 식품 보존 특성을 처음으로 활용했다. 그는 나중에 인간이 l-구론산 락톤 산화효소 코딩 유전자의 돌연변이 형태를 가지고 있다는 생각을 발전시켰다.
스톤은 라이너스 폴링에게 인간이 건강 최적화를 위해 권장 일일 섭취량보다 훨씬 많은 양의 비타민 C를 섭취해야 한다는 이론을 소개했다.
2008년 연구원들은 인간과 다른 영장류의 적혈구가 산화된 l-디하이드로아스코르브산(DHA)을 다시 아스코르브산으로 재활용하여 체내에 존재하는 비타민 C를 더 효율적으로 활용하는 메커니즘을 진화시켰다는 것을 발견했다. 이 메커니즘은 자체 비타민 C를 합성하는 포유류에서는 발견되지 않았다.

### 고용량 요법의 역사
비타민 C 메가도스는 비타민 C를 자체 합성할 수 있는 포유류의 간에서 생산되는 양과 비슷하거나 그보다 많은 용량을 섭취하거나 주사하는 것을 의미한다. 이에 대한 주장(실제 용어는 아니지만)은 라이너스 폴링이 1970년에 발표한 논문에서 설명되었다. 간단히 말해서, 그의 주장은 최적의 건강을 위해 인간은 비타민 C를 합성할 수 없는 능력을 보상하기 위해 하루 최소 2,300 mg을 섭취해야 한다는 것이었다. 이 권장량은 인간과 가까운 비합성 종인 고릴라의 섭취량 범위에도 해당되었다. 고용량 섭취에 대한 두 번째 주장은 아스코르브산 혈청 농도가 섭취량이 증가함에 따라 증가하다가 1,250밀리그램을 초과하면 약 190~200 마이크로몰/리터(μmol/L)에서 평평해진다는 것이다. 언급했듯이, 정부 권장량은 하루 40~110 mg 범위이며 정상 혈장 농도는 약 50 μmol/L이므로, "정상"은 제안된 메가도스 범위에서 달성할 수 있는 양의 약 25%에 불과하다.
폴링은 1970년에 고용량 비타민 C를 감기 예방 및 치료제로 대중화했다. 몇 년 후 그는 비타민 C가 심혈관 질환을 예방하고, 처음에는 정맥 주사로, 그 다음에는 경구로 하루 10그램을 투여하면 말기 암을 치료할 수 있다고 제안했다. 아스코르브산의 메가도스는 화학자 어윈 스톤과 논란이 많은 마티아스 라트 및 패트릭 홀포드와 같은 다른 지지자들도 있는데, 이들은 모두 암 및 HIV 감염 치료에 대해 입증되지 않은 치료 주장을 했다는 비난을 받았다. 고용량 정맥 주사 아스코르브산이 말기 암을 치료하거나 화학 요법의 독성을 완화하는 데 사용될 수 있다는 생각은 폴링의 선구적인 논문 이후 약 40년이 지난 지금도 입증되지 않았으며 고품질 연구가 여전히 필요하다고 여겨진다.

## 연구 방향

### 암 연구
종양 재발, 전이, 화학요법 저항성에 책임이 있는 암 줄기세포를 고용량 정맥 주사 비타민 C 투여가 공동 치료로서 억제할 수 있는지에 대한 연구가 진행 중이다.

### 피부 노화 연구
피부 노화 징후를 예방하기 위한 비타민 C의 국소 적용에 대한 연구도 진행 중이다. 인간 피부는 생리적으로 소량의 비타민 C를 함유하고 있으며, 이는 콜라겐 합성을 지원하고 콜라겐 분해를 감소시키며, 자외선 유발 광노화(광암원성 포함)에 대한 항산화 보호에 도움을 준다. 이러한 지식은 비타민 C를 얼굴 피부 노화, 기미(어두운 색소 반점) 및 주름을 예방하거나 치료하기 위한 국소 "세럼" 성분으로 마케팅하는 근거로 자주 사용되지만, 이러한 주장은 입증되지 않았으며 지금까지 수행된 연구에 의해 뒷받침되지 않는다. 경구 섭취와 대조되는 국소 치료의 효능은 제대로 이해되지 않고 있다. 국소 비타민 C 적용이 피부 노화를 늦추는 데 이점이 있다는 주된 메커니즘은 비타민 C가 항산화제로 작용하여 햇빛 노출, 대기 오염 물질 또는 정상적인 대사 과정에서 발생하는 자유 라디칼을 중화한다는 것이다.  임상 시험 문헌은 건강 주장을 뒷받침하기에 불충분한 것으로 특징지어진다. 한 가지 이유는 "모든 연구에서 비타민 C를 다른 성분 또는 치료 메커니즘과 함께 사용했기 때문에 비타민 C의 효능에 대한 특정 결론을 복잡하게 만든다"는 것이다.

#### 폐렴
비타민 C 예방 치료가 폐렴 예방 또는 치료에 도움이 되는지 여부를 결정하기 위해 추가 연구가 필요하다.

## 참고
1. ↑   쌍떡잎 식물은 철(II) (Fe2+)만 수송하지만, 철이 철(III) 이온 착물 (Fe3+)로 순환한다면 능동적으로 수송되기 전에 환원 과정을 거쳐야 한다. 식물 배아는 높은 양의 아스코르브산염을 유출하여 철(III) 착물에서 철(III)을 화학적으로 환원시킨다.[98]